# Des roses pour le procureur
Pour plus de détails, voir Fiche technique et Distribution.
Des roses pour le procureur (titre original : Rosen für den Staatsanwalt) est un film de procès ouest-allemand de Wolfgang Staudte, sorti en 1959.
Il s'agit d'une satire sur la justice d'après-guerre.

## Synopsis
Dans les derniers jours de la Seconde Guerre mondiale, le caporal Rudi Kleinschmidt est accusé par le procureur militaire Wilhelm Schramm d'avoir volé deux boites de Scho-Ka-Kola provenant de rations de la Luftwaffe. Kleinschmidt affirme l'avoir acheté à des revendeurs du marché noir néerlandais. Schramm demande la peine maximale, la peine de mort, pour vol de biens d'État, sabotage et atteinte au moral des troupes. Sur le chemin du lieu d'exécution en lisière de forêt, Stramm signe l'arrêt de mort quand des avions ennemis attaquent le convoi. Schramm et le peloton d'exécution s'enfuient. Le gardien laisse échapper le condamné. Dans sa fuite, Kleinschmidt récupère l'ordre d'exécution signé.
Quinze ans après la fin de la guerre, Rudi vit tant bien que mal de cartes à jouer qu'il vend dans la rue en faisant des tours. Il rencontre deux déménageurs qui l'emmènent à Hambourg. En chemin, ils s'arrêtent en ville et Rudi insiste pour rester sur place. Il y refait connaissance avec son ancienne amie Lissy Flemming devenue propriétaire d'un restaurant, qui accepte de l'héberger. Quand il fait ses tours de cartes dans la rue, il reconnaît dans la foule le juge Schramm, qui est devenu procureur fédéral après avoir caché sa participation à l'ancien régime durant la dénazification. Schramm le reconnait également mais ne parvient pas à se souvenir dans quelles circonstances.
Ce dernier rentre chez lui et peste contre la musique des noirs américains à la radio que son fils écoute, tout en lisant le National-Zeitung. Le lendemain matin, un bouquet de roses blanches est déposé au pied de sa porte. Sa femme l'accuse d'avoir une relation extra-conjugale puis se calme. Il comprend qu'elles sont le signe de l'évasion réussie d'un professeur d'université condamné pour propos antisémites dont Schramm a facilité la fuite en ne délivrant pas de mandat d'arrêt à son encontre.
Plus tard, le procureur enquête sur Rudi, qui a la preuve de sa participation au régime nazi et vient à une audience pour le rencontrer. Schramm reçoit un billet de sa part. Après l'audience, Schramm accuse Rudi de mener "quelque chose" mais il ne parvient à se rappeler qui est Rudi. En rentrant chez lui, Schramm perd ses nerfs, obsédé par la question, jusqu'à ce que son beau-fils Werner fasse tomber de sa poche une boite de Scho-Ka-Kola. Schramm retrouve instantanément  la mémoire et identifie le vendeur ambulant.
Il comprend alors que Rudi peut compromettre sa carrière et décide de se débarrasser de lui en utilisant ses relations. Un policier menace Rudi de poursuites pour troubles à l'ordre public s'il ne quitte pas la ville. Rudi dit vouloir accepter mais se ravise et son autorisation de vente lui alors retirée. Le fils de Schramm assiste à la scène et, sans savoir qui est Rudi, lui dit que "quelqu'un" l'a à l'œil. Ce "quelqu'un", Rudi apprend par hasard qu'il s'agit du juge Schramm. Dans la soirée, il rend compte de l'incident à trois notables : l'agent d'assurance nerveux Haase, l'homme d'affaires opportuniste Hessel et l'entrepreneur Kugler. Haase écrit une lettre pour le rapporter à Schramm mais la met de côté. Kugler va voir Schramm, lui rapporte les "rumeurs", pour avoir de nouveaux chantiers.
Schramm retrouve Rudi au restaurant où il travaille pour s'arranger avec lui. Il est soulagé quand il apprend que Rudi continuera de travailler.
Mais Rudi démissionne et décide de quitter la ville. Sur le chemin de la gare, il aperçoit dans une vitrine un étalage de Scho-Ka-Kola. Sur un coup de sang, il casse la vitrine, vole deux boites et se fait prendre. Durant son interrogatoire, il déclare vouloir remettre en lumière "une vieille affaire" et faire des révélations. Quand Schramm apprend l'arrestation, il veut d'abord disparaître puis décide de récupérer la preuve de la peine de mort que Rudi conserve dans son portefeuille. Rudi ne peut plus rien prouver. Par conséquent, il en rediscute avec son avocat qui lui conseille d'accepter sa peine pour vol.
Durant le procès contre Rudi, le procureur Schramm déclare qu'il n'a pas assez de preuves contre Rudi auquel il reconnait de larges circonstances atténuantes. Le patron et le président du tribunal sont surpris, ils décident d'assister à l'audience en tant qu'observateurs. Durant l'interrogatoire de Rudi, Schramm est nerveux, s'embrouille  avec l'ancien procès en cour martiale et finit par demander à la stupéfaction général la peine de mort. La lumière est alors faite. Pris de panique, Schramm quitte la salle d'audience et se précipite avec sa robe hors du palais de justice. Les journaux rapportent l'incident et Schramm est suspendu de ses fonctions.
Rudi décide de repartir vers Hambourg et retrouve les deux déménageurs qui acceptent de l'emmener. Lissy le voit partir et court après le camion. Quand il l'aperçoit dans le rétroviseur, il s'arrête et décide de vivre avec elle.

## Fiche technique
- Titre : Des roses pour le procureur
- Titre original : Rosen für den Staatsanwalt
- Réalisation : Wolfgang Staudte, assisté de Jerzy Macc
- Scénario : Georg Hurdalek
- Musique : Raimund Rosenberger (de)
- Direction artistique : Günter Franke, Waldemar Hinrichs
- Photographie : Erich Claunigk (de)
- Son : Heinz Martin
- Montage : K. M. Eckstein
- Production : Kurt Ulrich
- Sociétés de production : Kurt Ulrich Filmproduktion
- Société de distribution : Neue Filmverleih
- Pays d'origine :  Allemagne de l'Ouest
- Langue : allemand
- Format : Noir et blanc - 1,37:1 - Mono - 35 mm
- Genre : Comédie
- Durée : 97 minutes
- Date de sortie :
- Allemagne de l'Ouest : 24 février 1959.

## Distribution
- Martin Held: Le procureur Wilhelm Schramm
- Walter Giller: Rudi Kleinschmidt
- Ingrid van Bergen: Lissy Flemming
- Camilla Spira: Hildegard Schramm
- Werner Peters: Otto Kugler
- Werner Finck: Haase
- Ralf Wolter: Hessel
- Wolfgang Wahl (de): L'avocat de Rudi
- Paul Hartmann: Diefenbach
- Wolfgang Preiss: Le procureur général
- Inge Meysel: Erna, la gouvernante des Schramm
- Roland Kaiser: Werner, le beau-fils de Schramm
- Wolfgang Neuss: Paul, le chauffeur du camion de déménagement
- Wolfgang Müller (de): Karl, le chauffeur du camion de déménagement
- Henry Lorenzen (de): Graumann, le barman du restaurant de Lissy

## Autour du film
- Wolfgang Staudte a tourné le film en Allemagne de l'Ouest (RFA)[1] quatre années après avoir fui l'Allemagne de l'Est (RDA)[2].
- Le film s'inspire de l'histoire vraie de Ludwig Zind qui fut plus tard condamné pour des propos antisémites par contumace à un an de prison.

## Récompenses
- Prix du film allemand 1960 :
  - Meilleur scénario pour Georg Hurdalek
  - Meilleur acteur pour Walter Giller

## Source de traduction
- (de) Cet article est partiellement ou en totalité issu de l’article de Wikipédia en allemand intitulé « Rosen für den Staatsanwalt » (voir la liste des auteurs).